# Джапшакарі
Джапшакарі (груз. ჯაპშაქარი) — село в Грузії.
За даними перепису населення 2014 року в селі проживає 650 особи.